# Gra Ligia
Gra Ligia (Grieks: Γρα Λυγιά) is een dorp 4,5 km ten westen van de stad Ierápetra in het departement Lassithi aan de zuidkust van het Griekse eiland Kreta. In 2001 had Gra Ligia 1201 inwoners.
In het dorp staat aan de weg van Ierápetra naar Mirtos een buste van de Nederlander Paul Kuijpers, die zich in de jaren zestig van de twintigste eeuw inzette voor de tuinbouw in dit gebied. Hij kwam in 1971 op die weg bij een verkeersongeval om het leven.